# Yulingrotten
De Yulingrotten (榆林窟) zijn boeddhistische tempelgrotten op ongeveer 75 km afstand van  Anxi (安西县), in de Chinese provincie Gansu. De grotten zijn ook bekend onder de naam Tienduizend Boedda-ravijn (万佛峡, Wan Fo Hsia), waarbij WanFoxia in de omgangstaal ook de plaatsaanduiding is. 
De grotten zijn aan de westelijke en oostelijke kant van het dal in het zandsteen geslagen. Aan de oostoever bevinden zich dertien grotten en aan de westoever elf. De vroegste grotten zijn gebouwd ten tijde van de Tang-dynastie en de laatste werden tijdens de Qing-dynastie gebouwd. De meeste muurschilderingen en sculpturen stammen uit de Tang-dynastie en Song-dynastie; een paar zijn tijdens de Westelijke Xia en de Yuan-dynastie gebouwd. De structuur van de grotten en de kunststijl hebben veel weg van de Mogaogrotten bij Dunhuang.
Het gebied maakte van globaal 780 tot 850 deel uit van het Tibetaanse rijk. De bekendste en een van de best geconserveerde grotten is de tempelgrot die nu bekendstaat als Grot 25.
Dat was de tempel die omstreeks 824 werd gesticht als de Tempel van het verdrag als boetedoening voor de excessen van het Tibetaanse leger tijdens de oorlog die uiteindelijk leidde tot het Verdrag van Chang'an in 821.
De grotten werd door Aurel Stein in 1907 onderzocht en in 1925 door Langdon Warner tijdens de tweede Fogg Museum Expedition. Sinds 1961 staan de Yulingrotten op de erfgoedlijst van de Volksrepubliek China (1-36).